# Famille de Luzy de Pélissac
La famille de Luzy de Pélissac est une famille subsistante de la noblesse française, issue du XIVe siècle.

## Histoire

### Origines
Cette famille est issue des provinces du Nivernais (Luzy), du Velay, du Forez, puis du Dauphiné où elle possédait la seigneurie de Pélissac.
Elle est d'extraction féodale, son premier membre connu étant Pierre de Luzy né en 1340.

### Noblesse
La famille de Luzy est maintenue noble le 2 janvier 1669. Par la suite, elle est admise à Saint-Cyr en 1718 et reçue aux Écoles Royales Militaires le 27 mars 1782.[réf. nécessaire]
Possessions : seigneur de Pélissac, de Queyrières, de Besson, de Forges.[réf. nécessaire]
Elle est reçue à l'Association d'entraide de la noblesse française (ANF) en 1962.

## Personnalités
- Augustin de Luzy (1702-1773), contrôleur des Bâtiments du roi au château de Vincennes. Louis XV le nomme le 15 février 1734 membre de la 2e classe de l'Académie royale d'architecture[4]. Il est présenté pour la 1re classe en 1755 et promu le 31 janvier 1756[5].
- Joseph de Luzy (1746-1831), ingénieur du roi, capitaine en janvier 1777. Il a participé aux guerres de Vendée dans les armées républicaines entre 1793 et 1796. Il est nommé chef de brigade (colonel du Génie) en mars 1796. Il est nommé sous-directeur des fortifications de Cherbourg le 27 prairial an VI[6].
- Louis Henri François de Luzy-Pelissac (1797-1869), général de division (1854), député de la Drôme (1863-1869), sénateur (mai 1869), grand officier de la Légion d'honneur

## Armes et titres
- Les armes de la famille de Luzy portent : Parti au 1 d'or à la fasce échiquetée d'argent et de gueules de trois tires, au 2 de gueules au chevron d'argent accompagné de trois étoiles d'or.
- Titres : Marquis de Pélissac (par décret de 1860)[7]. Attention néanmoins, dans son Catalogue de la noblesse française (1989), Régis Valette ne mentionne pas de titre pour cette famille[8].

## Postérité
- Impasse Général-de-Luzy, en souvenir de Louis Henri François de Luzy de Pélissac (1797-1869) (à Lyon)